# Пугмил

Пугмил на карте штата.

Пугмил (порт. Pugmil) — муниципалитет в Бразилии, входит в штат Токантинс. Составная часть мезорегиона Западный Токантинс. Входит в экономико-статистический микрорегион Риу-Формозу. Население составляет  2 369 человек на 2010 год. Занимает площадь 401,834 км². Плотность населения — 5,90 чел./км².

## Демография
Согласно сведениям, собранным в ходе переписи 2010 г. Национальным институтом географии и статистики (IBGE), население муниципалитета составляет:
| Полное население                               | Полное население                               | Полное население                               | Полное население                               | 2 369 |
| ---------------------------------------------- | ---------------------------------------------- | ---------------------------------------------- | ---------------------------------------------- | ----- |
| в том числе:                                   | Городское население                            | 2 004                                          | Процент городского населения, %                | 84,59 |
|                                                | Сельское население                             | 365                                            | Процент сельского населения, %                 | 15,41 |
|                                                | Мужское население                              | 1 257                                          | Процент мужского населения, %                  | 53,06 |
|                                                | Женское население                              | 1 112                                          | Процент женского населения, %                  | 46,94 |
| Плотность населения, чел/км²                   | Плотность населения, чел/км²                   | Плотность населения, чел/км²                   | Плотность населения, чел/км²                   | 5,90  |
| Население муниципалитета в % к населению штата | Население муниципалитета в % к населению штата | Население муниципалитета в % к населению штата | Население муниципалитета в % к населению штата | 0,17  |

По данным оценки 2016 года население муниципалитета — 2 591 житель.

## Статистика
- Валовой внутренний продукт на 2003 составляет 6.636.388,00 реалов (данные: Бразильский институт географии и статистики).
- Валовой внутренний продукт на душу населения на 2003 составляет 2.815,61 реалов (данные: Бразильский институт географии и статистики).
- Индекс развития человеческого потенциала на 2000 составляет 0,671 (данные: Программа развития ООН).

## Важнейшие населенные пункты
| № | Населённый пункт | Населённый пункт (порт.) | Категория | Население чел. (2010) | На карте                        |
| - | ---------------- | ------------------------ | --------- | --------------------- | ------------------------------- |
| 1 | Пугмил           | Pugmil                   | город     | 2 004                 | 10°25′31″ ю. ш. 48°53′54″ з. д. |